# Татарівська сільська рада
Татарівська сільська́ ра́да — орган місцевого самоврядування у складі Яремчанської міської ради Івано-Франківської області. Адміністративний центр — село Татарів.

## Історія
Івано-Франківська обласна Рада народних депутатів рішенням від 2 грудня 1993 року перейменувала Кремінцівську сільраду на Татарівську

## Загальні відомості
- Територія ради: 4,92 км²
- Населення ради: 1 508 осіб (станом на 2001 рік)
- Територією ради протікає річка Прут.

## Населені пункти
Сільській раді підпорядковані населені пункти:
- с. Татарів

## Склад ради
Рада складається з 16 депутатів та голови.
- Голова ради: Дзем'юк Олег Михайлович

### Депутати
За результатами місцевих виборів 2010 року депутатами ради стали:

#### За суб'єктами висування
| Суб'єкт висування                                  | Кількість обраних депутатів | %    |
| -------------------------------------------------- | --------------------------- | ---- |
| Самовисування                                      | 11                          | 68,8 |
| Партія регіонів                                    | 2                           | 12,5 |
| Народна партія                                     | 1                           | 6,3  |
| Політична партія Конгрес Українських Націоналістів | 1                           | 6,3  |
| Політична партія «Сильна Україна»                  | 1                           | 6,3  |

#### За округами
| № округу                                           | Прізвище, ім'я, по батькові | Дата визнання обраним | Освіта                    | Партійна приналежність                | Відомості про обраного депутата            |
| -------------------------------------------------- | --------------------------- | --------------------- | ------------------------- | ------------------------------------- | ------------------------------------------ |
| Народна Партія                                     |                             |                       |                           |                                       |                                            |
| 6                                                  | Юсипчук Микола Васильович   | 05.11.2010            | Освіта середня            | член Народної партії                  | пенсіонер                                  |
| Партія регіонів                                    |                             |                       |                           |                                       |                                            |
| 14                                                 | Олійник Галина Вікторівна   | 05.11.2010            | Освіта середня            | член Партії регіонів                  | приватний підприємець                      |
| 15                                                 | Кіта Микола Павлович        | 05.11.2010            | Освіта середня спеціальна | член Партії регіонів                  | БВ «Кремінці», охоронець                   |
| Політична партія Конгрес Українських Націоналістів |                             |                       |                           |                                       |                                            |
| 13                                                 | Молдавчук Юрій Іванович     | 05.11.2010            | Освіта середня спеціальна | позапартійний                         | приватний підприємець                      |
| Політична партія «Сильна Україна»                  |                             |                       |                           |                                       |                                            |
| 11                                                 | Косило Галина Олексіївна    | 05.11.2010            | Освіта середня спеціальна | позапартійна                          | МРЦ «Кремінці», масажист                   |
| Самовисування                                      |                             |                       |                           |                                       |                                            |
| 1                                                  | Мотрук Юрій Миколайович     | 05.11.2010            | Освіта середня            | член Політичної партії «Наша Україна» | приватний підприємець                      |
| 2                                                  | Молдавчук Тетяна Степанівна | 05.11.2010            | Освіта вища               | позапартійна                          | ДНЗ «Ластівочка» с. Поляниця, завідувачка  |
| 3                                                  | Стефурак Василина Юріївна   | 05.11.2010            | Освіта середня            | позапартійна                          | Татарівська сільська рада, секретар        |
| 4                                                  | Кравчук Іван Іванович       | 05.11.2010            | Освіта середня            | член Політичної партії «Наша Україна» | приватний підприємець                      |
| 5                                                  | Стефурак Роман Михайлович   | 05.11.2010            | Освіта вища               | позапартійний                         | приватний підприємець                      |
| 7                                                  | Бажан Володимир Йосипович   | 05.11.2010            | Освіта вища               | член Політичної партії «Наша Україна» | приватний підприємець                      |
| 8                                                  | Гладиш Лілія Іванівна       | 05.11.2010            | Освіта вища               | член Політичної партії «Наша Україна» | приватний підприємець                      |
| 9                                                  | Іваніщук Юрій Юрійович      | 05.11.2010            | Освіта середня спеціальна | позапартійний                         | ВАТ «Укрнафта», оператор заправних станцій |
| 10                                                 | Борисевич Василь Михайлович | 05.11.2010            | Освіта вища               | позапартійний                         | Поляницька сільська рада, землевпорядник   |
| 12                                                 | Гриценко Іван Дмитрович     | 05.11.2010            | Освіта середня спеціальна | позапартійний                         | тимчасово не працює                        |
| 16                                                 | Стефурак Михайло Федорович  | 05.11.2010            | Освіта вища               | позапартійний                         | тимчасово не працює                        |